# Henrique I de Chipre

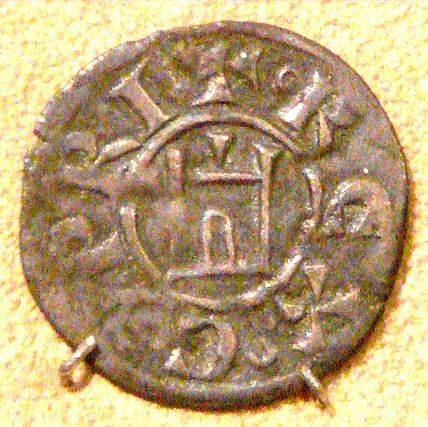
Denier de prata de Henrique I de Chipre, 1218-1253.

Henrique I de Chipre, cognominado o Gordo, também conhecido como Henrique de Lusinhão (3 de maio de 1217 - Nicósia, 18 de janeiro de 1253) foi Rei de Chipre de 1218 a 1253. Era filho de Hugo I de Chipre e de Alice de Champagne-Jerusalém. Quando seu pai morreu, em 10 de janeiro de 1218, torna-se rei aos oito meses de idade. Sua mãe era a regente oficial, mas rejeito em favor de seu tio, Filipe de Ibelin. Quando Filipe morreu, a regência efetiva passou para seu irmão, João de Ibelin, o Velho Senhor de Beirute.
Henrique foi coroado aos oito anos em Santa Sofia, Nicósia, em 1225. A razão para a coroação precoce era um esquema político planejado por seu tio Filipe, que percebeu que Frederico II, Sacro Imperador Romano, estava tentando tomar o poder. Em 1228, este fato ocorreu. Frederico forçou João de Ibelin a entregar a regência e a ilha de Chipre. Contudo, quando Frederico deixou a ilha, em abril, João contra-atacou e recuperou o controle, iniciando a Guerra dos Lombardos. Henrique esteve apto a assumir o controle do reino quando atingiu os 15 anos, em 1232, continuando a manter estreitas relações com a família de Ibelin.
Serviu como regente de Conrado de Hohenstaufen em Jerusalém.
Casou-se três vezes; sua terceira esposa, com quem se uniu em 1250, era Plaisance de Antioquia, filha de Boemundo V de Antioquia. Eles tiveram um filho, Hugo.
Com sua morte, Henrique foi sucedido por seu único filho, Hugo II (n. 1253). Se não tivesse um filho, seus herdeiros seriam o filho mais velho de Jean de Brienne (n. 1234) e Hugo de Brienne (n. c. 1240), assim como o filho de sua irmã mais nova, Hugo de Antioquia, o futuro Hugo III do Chipre (n. c. 1235). Foi enterrado na Igreja dos Templários, em Nicósia.